# Gottlob Naumann
Gottlob Naumann (* 6. Januar 1719 in Bautzen; † 15. August 1798 in Berlin) war ein preußischer Regimentsquartiermeister und militärhistorischer Autor.

## Leben
Als Sohn des Bautzener Bürgers und Schneiders Georg Naumann, in Bautzen geboren und aufgewachsen, begab er sich in preußische Militärdienste und avancierte bis zum Regimentsquartiermeister. Seiner Verfasserschaft der Gedichte eines Bautzeners ist umstritten. Er war Sammler und Herausgeber der Beyträge zur neuern Staats- und Kriegsgeschichte, welche entgegen der Angabe auf den Titelblatt in Berlin erschienen sein sollen. Mit zwei mehrbändigen Werken arbeitete er die Schlesischen Kriege aus preußischer Sicht auf und leistete einen Beitrag zum historischen Diskurs. Er lebte zuletzt in Berlin.

## Werke
- Gedichte eines Bautzeners, 1759
- Feldzüge der Preußen wider Sachsen, Oesterreich, u.s.w. von 1756-1760, 6 Teile, Berlin 1763
- Beyträge zur neuern Staats- und Kriegsgeschichte, 190 Stücke, Berlin 1756–1763 (Digitalisat auf Google Books)
- Sammlung ungedruckter Nachrichten, so die Geschichte der Feldzüge der Preußen von 1740 bis 1782 erläutern, 3 Teile, Dresden 1782–1783 (Digitalisat Teil 1;Digitalisat Teil 2; Digitalisat Teil 3 im MDZ)